# Meteorium medium
Meteorium medium är en bladmossart som beskrevs av Brotherus 1906. Meteorium medium ingår i släktet Meteorium och familjen Meteoriaceae. Inga underarter finns listade i Catalogue of Life.